# (34469) 2000 SM110
2000 SM110 (asteroide 34469) é um asteroide da cintura principal. Possui uma excentricidade de 0.09036280 e uma inclinação de 1.35531º.
Este asteroide foi descoberto no dia 24 de setembro de 2000 por LINEAR em Socorro.